# Prestreljenik
Prestreljenik (italijansko Monte Forato) je 2.499 m visoka gora v zahodnem delu Julijskih Alp, na italijansko-slovenski meji. Nahaja se v osrednjem delu skupine Kanina - je njegov drugi najvišji vrh - jugozahodno od Prevale. Poznan je po svojem Oknu, ki se nahaja v njegovem zahodnem grebenu; le-ta ga veže preko Vršičev z najvišjim Visokim Kaninom (2.587 m). Dostopen je po vzhodnem grebenu, do katerega vznožja vodi pot od Doma Petra Skalarja oz. od Koče Celso Gilberti preko Prevale in zgornje postaje Kaninske žičnice, z izhodiščema v Bovcu in sedlu V Žlebeh. Pozimi je vrh cilj alpinističnih smučarjev.